# Mutul
Mutul je naziv za malenu kvadratičnu konzolu, koja se javlja kao sastavni dio dorskoga reda. 
Nalazi se u osi triglifa, premda se ponekad mutuli mogu nalaziti i u osi metopa (kao na crtežu), a nosi krunu vijenca tj. trabeacije hrama. 
Kao i ostali elementi dorskoga reda, mutul je zapravo u kamenu izvedeni element drvene strukture dorskoga hrama kod kojeg je on imao konstruktivnu funkciju, koja je međutim prenošenjem u medij kamena nestala, pa je stoga uloga mutula u kamenoj arhitekturi isključivo dekorativna. 
Kod korintskoga i kompozitnoga reda ulogu mutula preuzima modiljon.